# Хегерманн-Линденкроне, Йохан
Йохан Хегерманн-Линденкроне (дат. Johan Hegermann-Lindencrone; 21 июля 1838, близ Копенгагена — 8 декабря 1918, Копенгаген) — датский дипломат.

## Биография
Сын военачальника Кая Хегерманна-Линденкроне.
В 1862 году стал кандидатом политических наук, устроился на службу в Министерстве иностранных дел Дании. Осенью 1867 года сопровождал принца Иоганна Зондербург-Глюксбургского в Грецию, по возвращении был назначен секретарем посольства.
В 1872—1880 годах — генеральный консул, затем посол в Вашингтоне,  в 1880—1890 годы — в Риме, в 1890 году — в Стокгольме, затем в Санкт-Петербурге, в 1897 году — в Париже, в 1902 году — в Берлине.
В 1874 году стал камергером, в 1912 году — тайным советником.
Ушёл в отставку в 1912 году.
Похоронен на Гарнизонном кладбище в Копенгагене.